# في بيدرسن
في بيدرسن (بالدنماركية: Per Pedersen)‏ ولد بتاريخ 5 أبريل 1964 في الدنمارك، هو دراج دانمركي سابق. سبق أن شارك في دورة الألعاب الأولمبية الصيفية.

## روابط خارجية
- في بيدرسن على موقع أرشيف الدراجات (الإنجليزية)
- في بيدرسن على موقع إحصائيات الدراجات الإحترافية (الإنجليزية)
- في بيدرسن على موقع أوليمبيديا (الإنجليزية)